# Danza Voluminosa
Danza Voluminosa est une compagnie de danse professionnelle cubaine fondée en 1996 par le chorégraphe et danseur Juan Miguel Màs. Avec une trentaine de chorégraphies à son actif, Danza Voluminosa a été le sujet du documentaire canadien Défier la gravité, sorti en 2004.

## Une compagnie d'un genre nouveau
En 2010, Danza Voluminosa est composée de sept danseurs (six femmes et un homme) et de Juan Miguel Màs, le fondateur du projet.
La particularité de Danza Voluminosa est d’être composée presque exclusivement de personnes en surpoids - Mailín Daza, la première danseuse de la compagnie, pèse 130 kg.
La troupe soutient la beauté du « gros » et invite les personnes obèses à s’épanouir à travers l’art - et en particulier la danse - considérant que la pratique de cette discipline permet à ces artistes d’un nouveau genre de mieux s’intégrer dans la société, et d’interagir avec plus d’aisance.
La compagnie a également travaillé sur le thème du VIH en organisant des ateliers de danse avec des personnes malades.

## Juan Miguel Màs
Juan Miguel Màs a commencé à pratiquer la danse au Ballet nacional de Cuba, grâce à une bourse qui lui avait été accordée par Alicia Alonso, danseuse et chorégraphe cubaine réputée.
Il a ensuite suivi une formation chez Cubadanza Internacional, puis intégré la compagnie Danza contemporanea de Cuba. C’est là qu’il a rencontré Ramiro Guerra, qui fut la première personne à lui accorder un rôle sur scène : pour lui, il créa en effet le personnage du « bébé géant » en février 1989.